# 異性戀為主

異性戀爲主旗幟

異性戀為主（Heteroflexibility）是一個用來形容性取向和境遇性性行為的詞彙，其特徵是最低限度的同性戀行為，以和異性戀及雙性戀區分。類似的以同性戀為主的性取向則被稱為homoflexibility（亦即同性戀為主）。據在美國和加拿大進行的調查，有百分之三至四的男性青年認為自己的性取向是異性戀為主。